# Mamzelle Nitouche
Mamzelle Nitouche nebo Mam'zelle Nitouche (vysl. Mamzel Nituš, česky "slečna netýkavka") je nejznámější opereta, kterou zkomponoval francouzský operetní skladatel Hervé. Premiéra se konala 26. ledna 1883 v Théâtre des Variétés. Libreto napsali Henri Meilhac a Arthur Milhaud. Opereta dosáhla světový úspěch a vícekrát se hrála i v českých a slovenských divadlech (pod původním, francouzským názvem).

## Hlavní postavy
| Postava                                   | Hlas        | Obsazení na premiéře: 26. ledna 1883 |
| ----------------------------------------- | ----------- | ------------------------------------ |
| Denisa de Flavigny, "Mam'zelle Nitouche"  | Soprán      | Anna Judic                           |
| Major de Château-Gibus                    | Baryton     | Christian Perrin                     |
| Célestin, varhaník v klášteře a skladatel | Baryton     | Louis Baron                          |
| Poručík Fernand de Champlatreux           | Tenor       | Henri Venderjench 'Cooper'           |
| Loriot                                    | Tenor       | Edouard Nicole 'Leonce'              |
| Matka představená                         | Kontraalt   | Rosine Maurel                        |
| Corinna, herečka                          | Mezzosoprán | Baumaine                             |
| Ředitel divadla                           | Bas         | Édouard Georges                      |

## Obsah

### I. jednání
Denisu de Flavigny chovankyni v klášteře a nejlepší zpěvačku ve sboru, chtějí rodiče provdat naslepo za poručíka Fernanda de Champlatreux. Domů ji má doprovodit varhaník Célestin. Avšak Célestin napsal operetu (pod pseudonymem Floridor) pro místní divadlo a její premiéra má být právě ten večer. Denisa předešlý den našla partituru, opereta se jí strašně zalíbila a přes noc se ji naučila nazpaměť. Célestinovi pohrozí, že když ji nevezmou do divadla, tak ho prozradí představené kláštera.

### II. dějství
Floridor a Denisa přichází do divadla. Setkají se s Fernandem, kterému se Denisa představí jako "Mamzelle Nitouche". Padnou si do oka, aniž by tušili, že jsou vlastně zasnoubeni. Primadonna Corina, která koketuje s Floridorem, žárlí na Denisu a odmítne v operetě hrát. Jelikož vysvitne, že Denisa umí roli nazpaměť, jediná možnost jak zachránit premiéru je svěřit jí její hlavní roli. Denisa má díky svému dobrému hlasu velký úspěch.

### III. dějství
Po premiéře Denisa a Célestin (Floridor) spěchají na vlak, aby se Denisa dostala včas domů, jenže je zadrží vojenská hlídka a odvede je do kasáren. Důstojníci mají právě zábavu a je mezi nimi i Fernand de Champlatreux. Denisina společnost jim přijde vhod. Nečekaně však dorazí velitel a důstojníci Denisu obléknou za kadeta.

### IV. dějství
Když se Denisa a Célestin dostanou z kasáren, vracejí se do kláštera, protože už zmeškali všechny vlaky. Denisa, jak oblíbenkyně matky představené nemá problém vysvětlit, že se vrátili, protože ona "plakala, že se nechce vdát, ale zůstat v klášteře". Do kláštera přichází Fernand, který se večer zamiloval do "Mamzelle Nitouche" a nechce se už vdát za Denisu. Když si oba odhalí pravdu, Denisa musí vymyslet novou výmluvu, že si to rozmyslela a že se přece jen vdá, protože se chce "obětovat, aby poručíka de Champlatreuxa přivedla na pravou víru". Nyní už mladým milencům nic nestojí v cestě …

## Mam'zelle Nitouche Oldřicha Nového

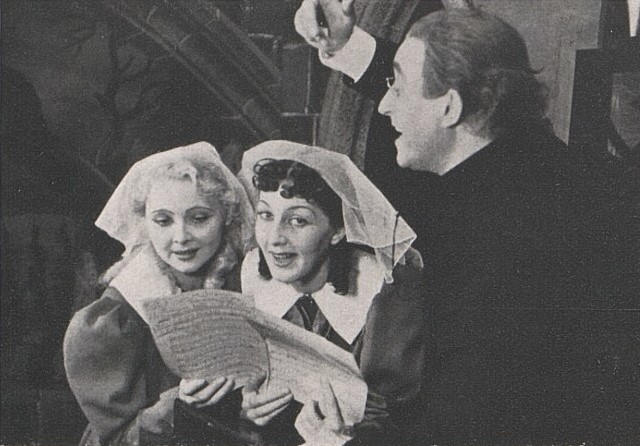
Mamzelle Nitouche 1938: T. Grosslichtová, L. Hermanová, Oldřich Nový

V Čechách byla Mam'zelle Nitouche poprvé provedena v roce 1890 na Národním divadle v Praze. Proslavil ji však především překlad a úprava Oldřicha Nového, který též hrál a zpíval roli Célestina–Floridora. Premiéra se konala v Novém divadle v Praze 18. 1. 1938, v titulní roli alternovaly Truda Grosslichtová a Ljuba Hermanová. V roce 1953 operetu znovu nastudoval Oldřich Nový v Hudebním divadle Karlín a opět hrál Célestina–Floridora. Opereta zde měla 354 repríz.
Další popularitu získala Nového úpravě rozhlasová nahrávka z roku 1954 (vydaná na CD v roce 2008), opět s Oldřichem Novým. V televizní inscenaci z roku 1977 nahradil Nového Lubomír Lipský.
V roce 2013 uvedlo Hudební divadlo Karlín Mam'zelle Nitouche znovu; na repertoáru ji měla i řada mimopražských scén, většinou opakovaně (Liberec, České Budějovice, Brno).